# بوب دافي (لاعب كرة سلة مواليد 1922)
بوب دافي (بالإنجليزية: Bob Duffy)‏ مواليد 5 يوليو 1922، كان لاعب كرة سلة أمريكي. بدأ مسيرته الاحترافية في سنة 1946. بلغ طوله 6 قدم 4 بوصة (1.9 م). اعتزل اللعب في 1947. لعب مع شيكاغو ستايغس وبوسطن سيلتكس.

## روابط خارجية
- بوب دافي على موقع إن بي أي (الإنجليزية)
- بوب دافي على موقع سبورتس رفرنس (الإنجليزية)
- بوب دافي على موقع ريلجم (الإنجليزية)